# 바이언페이
바이언페이(중국어: 白恩培, 병음: Bái Ēnpéi, 1946년 ~ )는 중화인민공화국의 정치인이다. 윈난성의 중국 공산당 당위원회 서기를 역임했다.

## 생애
1946년 산시성에서 태어났다. 1999년부터 2001년까지 칭하이성 당 위원회 서기를 역임한 이후, 2001년에 윈난성 당위원회 서기로 선출되었다. 그리고 2008년 1월 24일, 윈난 성 인민대표대회에서 재선출되었다.